# Gare de Broad Street
La gare de Broad Street est une ancienne gare à Londres, accolée à la gare de Liverpool Street. Elle a ouvert en 1865 et a fermé en 1986. Plus tard, le bâtiment a été démoli et le site est aujourd'hui occupé par Broadgate, un développement commercial.

## Histoire
La gare bénéficiait d'un service de messagerie sur deux niveaux similaire à celui construit en 1886 à la gare de Paris-Saint-Lazare (messageries de la gare Saint-Lazare).
La gare est le sujet du film et de l'album Give My Regards to Broad Street par Paul McCartney. Dans le film, McCartney s'assied sur un banc à la gare vers la fin.

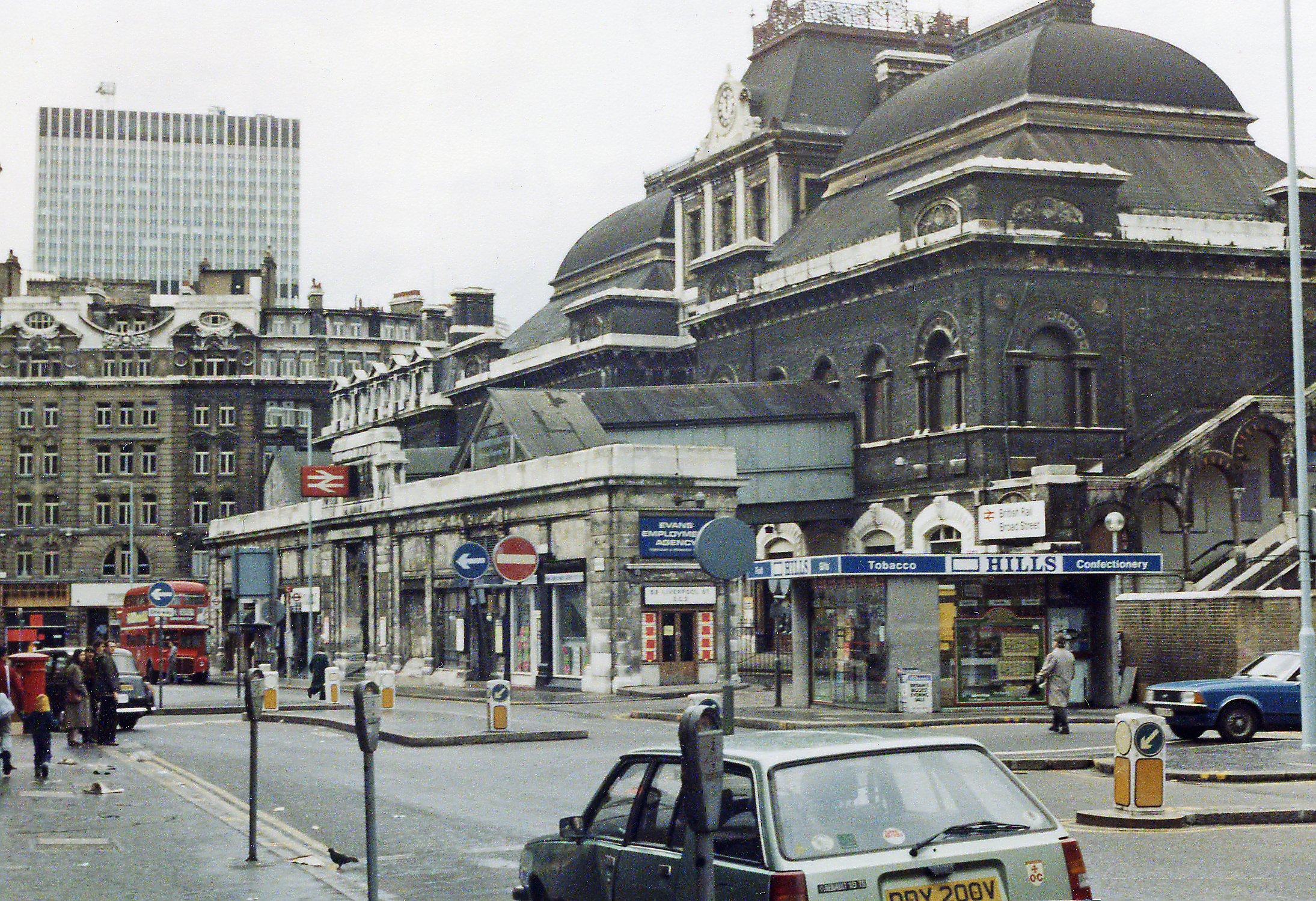
Façade extérieure en 1983
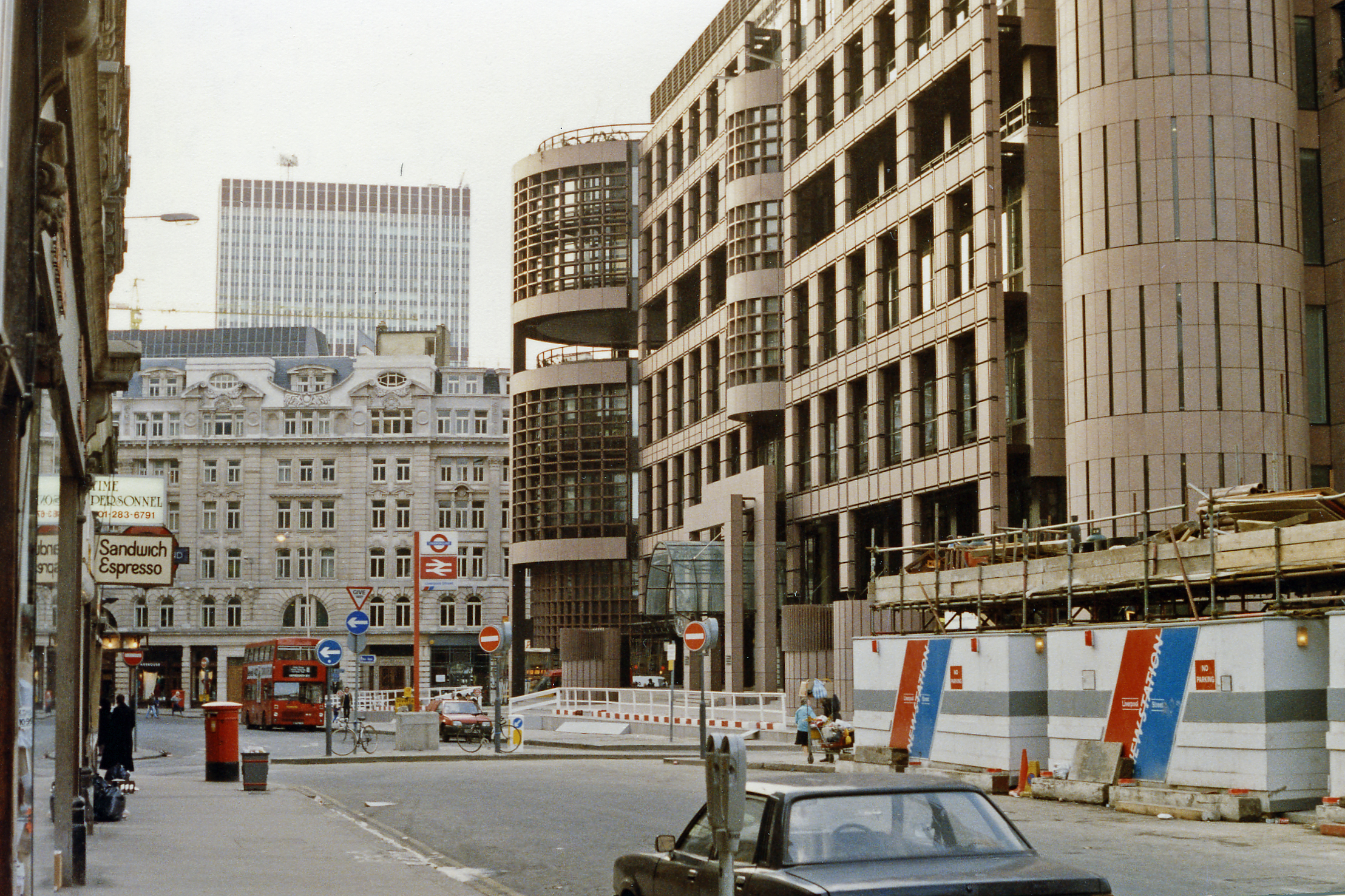
Le même emplacement en 1989